# Ramsvikslandet
Ramsvikslandet är en ö i Askums socken, Sotenäs kommun. Ön skapades först 1935 då Sotekanalen drogs fram över Sotenäset. Ön är förbunden med fastlandet via en svängbar bro.
Namnet Ramsvikslandet är även det nytt och skapades först i början av 1970-talet då naturreservatet Ramsvikslandet och Tryggö bildades. Det omfattar större delen av ön frånräknat ett antal privattomter. Innan dess tala man i stället om byn Ramsvik i norr och gården Haby i söder, dessutom fanns ett flertal torp på ön. Vid Fykan på öns västsida låg ett lite fiskeläge. Under slutet av 1800-talet inleddes stehuggeriverksamhet på öns norra delar och ett antal stenhuggsarbetare flyttade in, främst från Blekinge. Fram till 1920-talet fanns en skola i Ramsvik. Från 1920-talet började även turister söka sig till Ramsvikslandet och på 1950-talet anlades en camping här. Senare har även en stugby anlagts. Under slutet av 1900-talet skedde en kraftig avfolkning av ön, men under början av 2000-talet ökade antalet bofasta och 2012 fanns här 24 fastboende.